# Genlisea oligophylla
Genlisea oligophylla är en tätörtsväxtart som beskrevs av Rivadavia och A.Fleischm.. Genlisea oligophylla ingår i släktet Genlisea och familjen tätörtsväxter. Inga underarter finns listade i Catalogue of Life.